# Daisy (Benji & Fede)
Daisy è un singolo del gruppo musicale italiano Benji & Fede, pubblicato il 29 novembre 2024 come quarto estratto dal quinto album in studio Rewind.

## Descrizione
Il brano, scritto dallo stesso duo musicale con Giovanni Miani e Leonardo Pari, è prodotto da Simon Says! e già incluso come quarta traccia dell'album Rewind, uscito il 25 novembre 2024.

## Video musicale
Il video musicale, diretto da Davide Dilorenzo e Francesco Colombo, è stato pubblicato in anteprima il 22 novembre 2024 attraverso il canale YouTube del duo musicale e riprende le immagini del concerto sold out all'Unipol Forum di Assago (Milano).

## Tracce
Testi di Benjamin Mascolo, Federico Rossi, Giovanni Miani e Leonardo Pari, musiche di Gianluigi Fazio.
1. Daisy – 3:04